# Parc zoologique de Korkeasaari
Le parc zoologique de Korkeasaari (finnois : Korkeasaaren eläintarha) est un parc zoologique situé dans l'île de Korkeasaari à Helsinki en Finlande.

## Description
Fondé en 1889, le zoo est géré par une fondation à but non lucratif dont le but est la conservation de la biodiversité,.
Le zoo de Korkeasaari est membre de l'Association européenne des zoos et aquariums et participe à ses programmes de protection des espèces.
le zoo abrite environ 150 espèces animales.
Le zoo est situé sur une île appelée Korkeasaari au large d'Helsinki, et il est ouvert tous les jours de l'année.
Le zoo de Korkeasaari est l'un des endroits les plus populaires d Helsinki avec environ un demi-million de visiteurs annuels.
Korkeasaari abrite trois restaurants, des cafés, une boutique de souvenirs et plusieurs kiosques.

## Animaux
Korkeasaari possède plusieurs animaleries et zones dédiées à différents climats et types d'environnement. Les grands félins vivent dans la vallée des chats, qui a été construite dans les années 1960.
Les lions vivaient à l'origine dans le château du Lion, achevé en 1936, qui a depuis été rénové en château des singes et où vivent aujourd'hui les macaques de Barbarie,.
La maison Borealia, construite en 1995, abrite des oiseaux de la nature finlandaise et de petits mammifères.
Des espèces domestiques plus grandes telles que le renne des forêts eurasiennes et le glouton sont exposées dans la nouvelle zone Korpi.
De petits animaux de la forêt amazonienne vivent dans la maison tropicale Amazonia : lézards, serpents, tortues, araignées, insectes, poissons, grenouilles, petits singes et perroquets. Lorsque le temps le permet, des oiseaux et des singes sont exposés dans les jardins extérieurs.
Une autre maison tropicale, Africasia, ouverte à l'été 2002, a été construite après la visite du président Martti Ahtisaari au zoo national d'Afrique du Sud, où des animaux et des plantes lui ont été offerts.
Africasia abrite de petites mangoustes, des serpents, des grenouilles, des insectes, des araignées et des oiseaux des déserts africains et des forêts tropicales asiatiques.
Hämärätalo a été ouverte en 2016. Elle abrite des espèces actives au crépuscule et propose une exposition sur la coopération des douanes et le commerce illégal d'animaux.

## Galerie

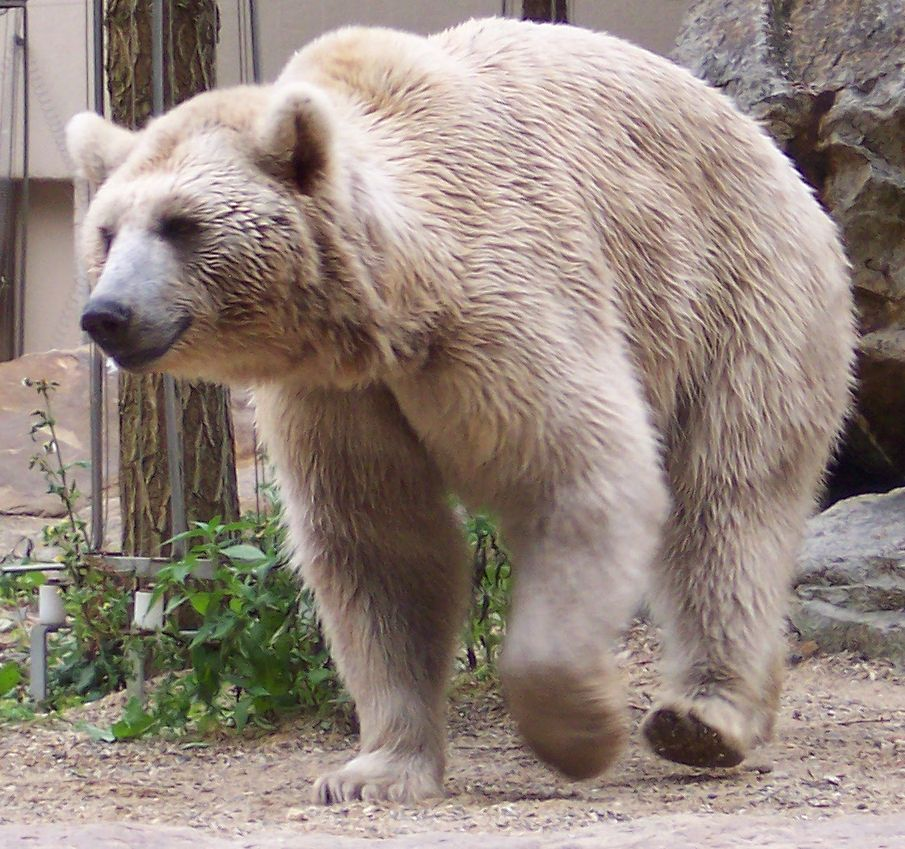
Ours arctique.
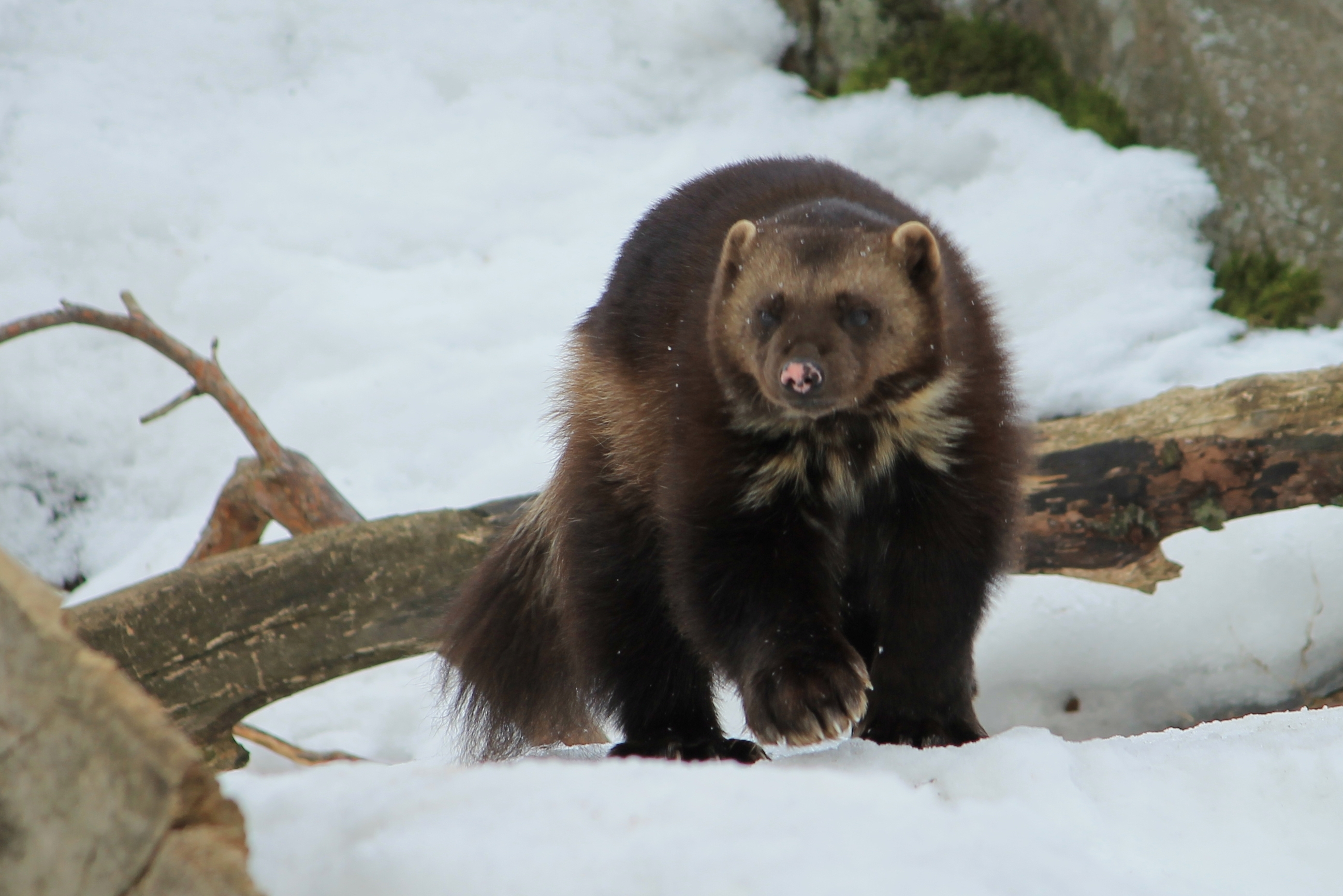
Glouton.
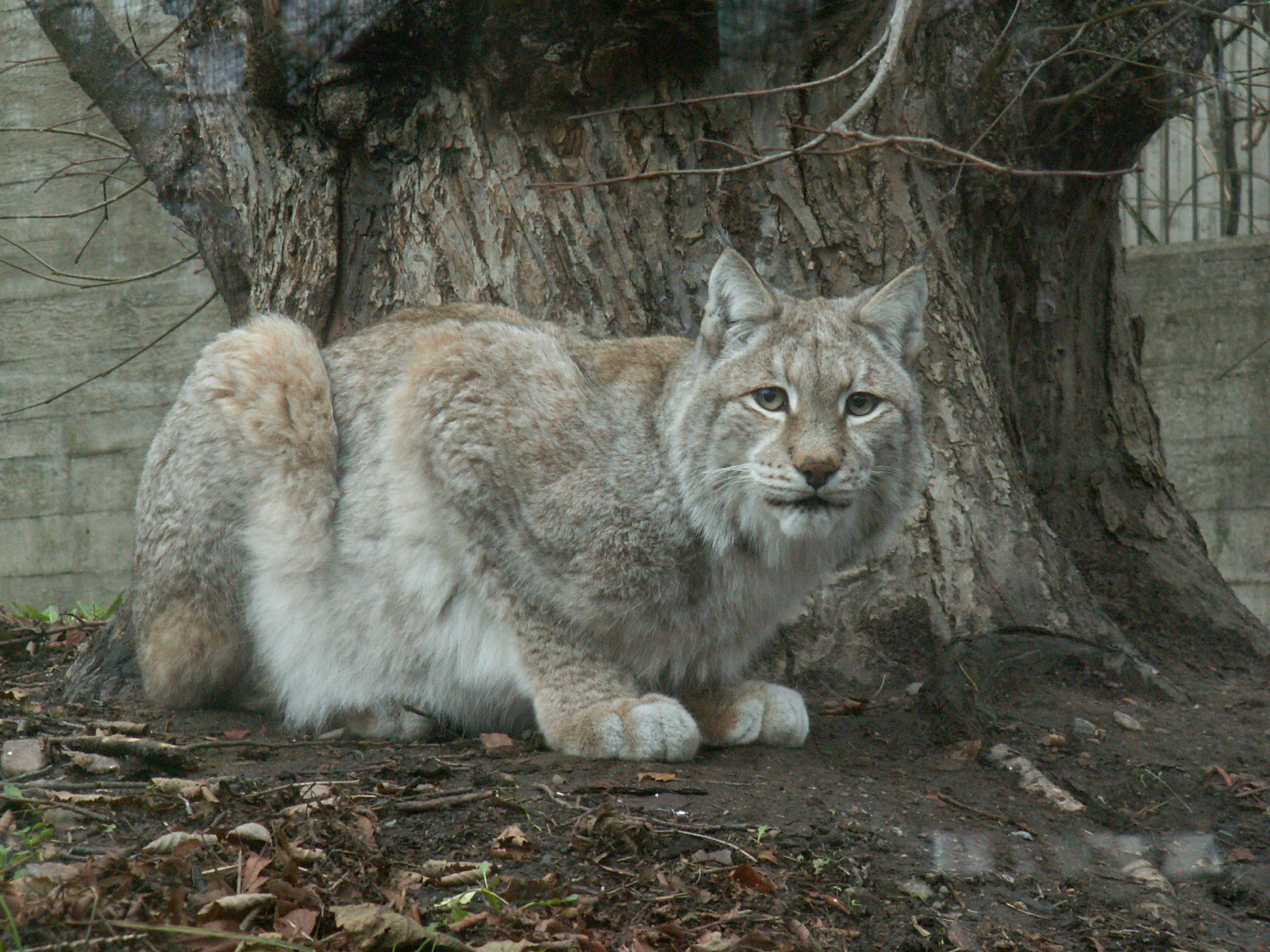
Lynx.
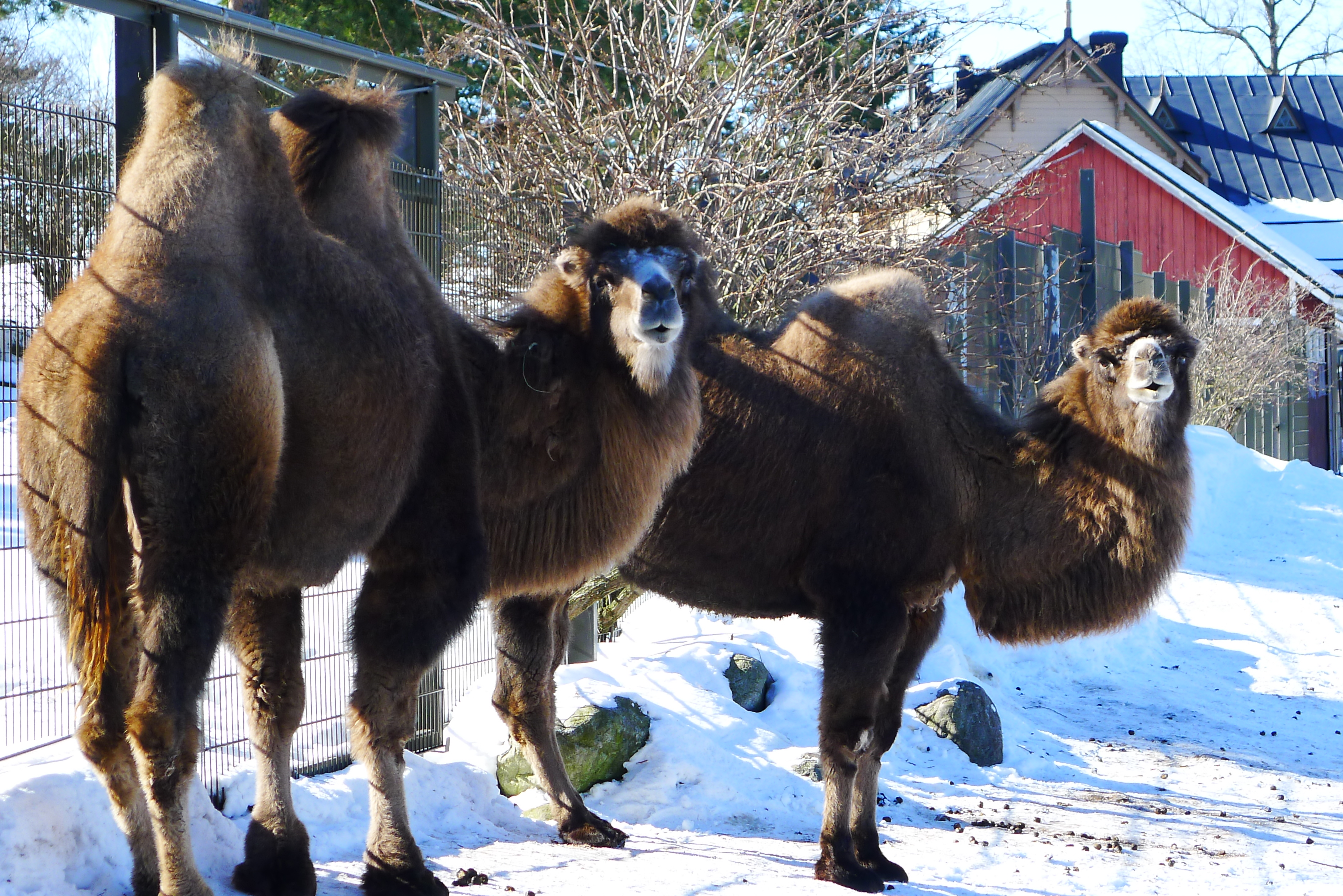
Chameaux.
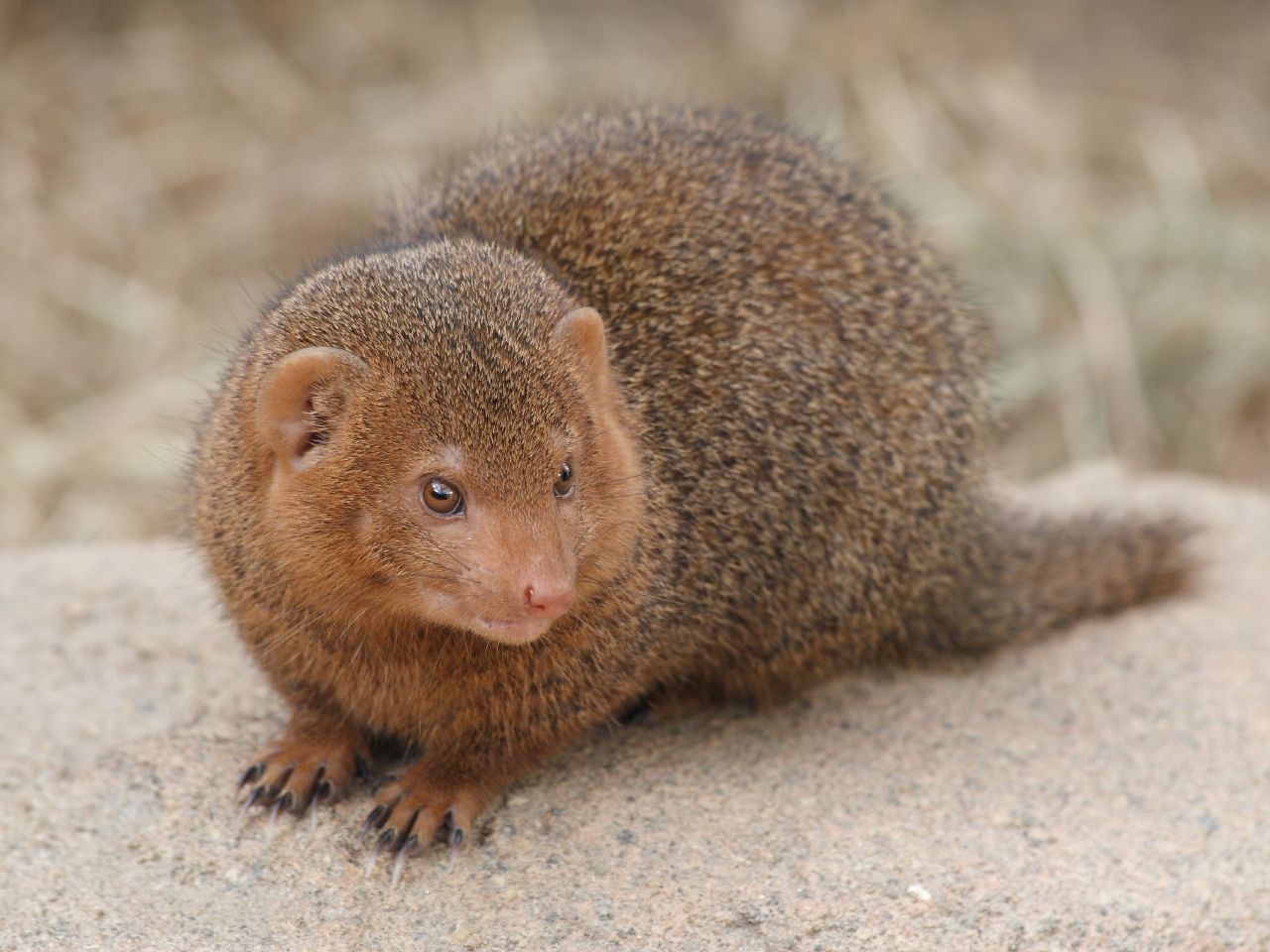
Mangouste.